# Bocchoris dignotalis
Bocchoris dignotalis là một loài bướm đêm trong họ Crambidae.